# نیمه تاریک رنگین‌کمان

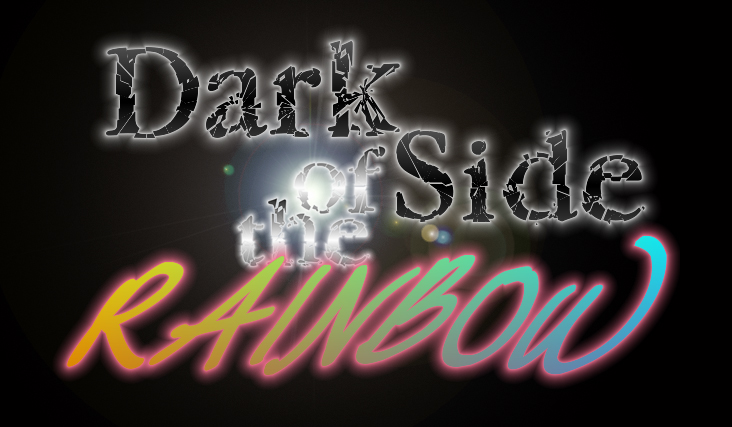
نیمه تاریک رنگین‌کمان

نیمهٔ تاریک رنگین‌کمان (به انگلیسی: Dark Side of the Rainbow)، که با نام نیمهٔ تاریک شهرِ اُز یا جادوگری از فلوید نیز شناخته می‌شود، اشاره دارد به ادغام کردن آلبوم موسیقی نیمهٔ تاریک ماه از گروه موسیقی پراگرسیو راک پینک فلوید با فیلم جادوگر شهرِ اُز. به‌نظر می‌آمد که این دو محصول تولیدشده با هم مطابقت دارند. اعضای گروه و دیگر سازندگان آلبوم اظهار داشته‌اند که هرگونه ارتباط میان این دو اثر کاملاً تصادفی است.